# Antoine Vimal-Teyras
Pour les autres membres de la famille, voir famille Vimal.
Antoine Vimal-Teyras (3 février 1756, Ambert - 22 février 1845, Ambert), est un homme politique français.

## Biographie
Antoine Vimal-Teyras est le fils de Jean-Baptiste Vimal, marchand-fabricant, conseiller du roi, lieutenant visiteur général des gabelles, et de Marie-Françoise Celeyron.
Négociant, il est député du Puy-de-Dôme de 1815 à 1816.
Marié à Jacqueline Jeanne Ursule Teyras de Grandval, il est le père de Jean-François Vimal-Dupuy.

## Sources
- « Antoine Vimal-Teyras », dans Adolphe Robert et Gaston Cougny, Dictionnaire des parlementaires français, Edgar Bourloton, 1889-1891 [détail de l’édition]